# Bất đẳng thức Karamata
Trong toán học, bất đẳng thức Karamata (tiếng Anh: Karamata's inequality), được đặt tên của nhà toán học Jovan Karamata, còn được biết tới là bất đẳng thức bộ trội là một định lý trong đại số sơ cấp về hàm số lồi và lõm xét trên tập số thực. Bất đẳng thức Karamata là trường hợp tổng quát hơn của bất đẳng thức Jensen và được khái quát thành hàm số lồi Schur.

## Phát biểu
Cho tập I là một khoảng trên trục số thực và f là lồi trên tập I. Nếu x1,..., xn và y1,..., yn là các số trong tập I nhưng (x1,..., xn) trội hơn (y1,..., yn), thì

| {\displaystyle f(x_{1})+\cdots +f(x_{n})\geq f(y_{1})+\cdots +f(y_{n}).} | \| \| \| \| \| \| \| \| | (1) |
|                                                                          |                         |     |
|                                                                          |                         |     |
Ở đây, trội hơn có nghĩa rằng

| {\displaystyle x_{1}+\cdots +x_{n}=y_{1}+\cdots +y_{n}} | \| \| \| \| \| \| \| \| | (2) |
|                                                         |                         |     |
|                                                         |                         |     |
và, sau khi gắn nhãn lại các con số trong tập x1,..., xn và y1,..., yn, lần lượt theo thứ tự giảm dần,

| {\displaystyle x_{1}\geq x_{2}\geq \cdots \geq x_{n}} and {\displaystyle y_{1}\geq y_{2}\geq \cdots \geq y_{n},} | \| \| \| \| \| \| \| \| | (3) |
| |                         |     |
| |                         |     |
chúng ta có

| {\displaystyle x_{1}+\cdots +x_{i}\geq y_{1}+\cdots +y_{i}} cho tất cả i ∈ {1,..., n − 1}. | \| \| \| \| \| \| \| \| | (4) |
|                                                                                            |                         |     |
|                                                                                            |                         |     |
Nếu f  là một hàm lồi thực sự thì bất đẳng thức (1) sẽ nhận dấu bằng khi và chỉ khi việc gắn nhãn lại theo (3), chúng ta có xi = yi cho tất cả i ∈ {1,..., n}.